# Eduard Sacher

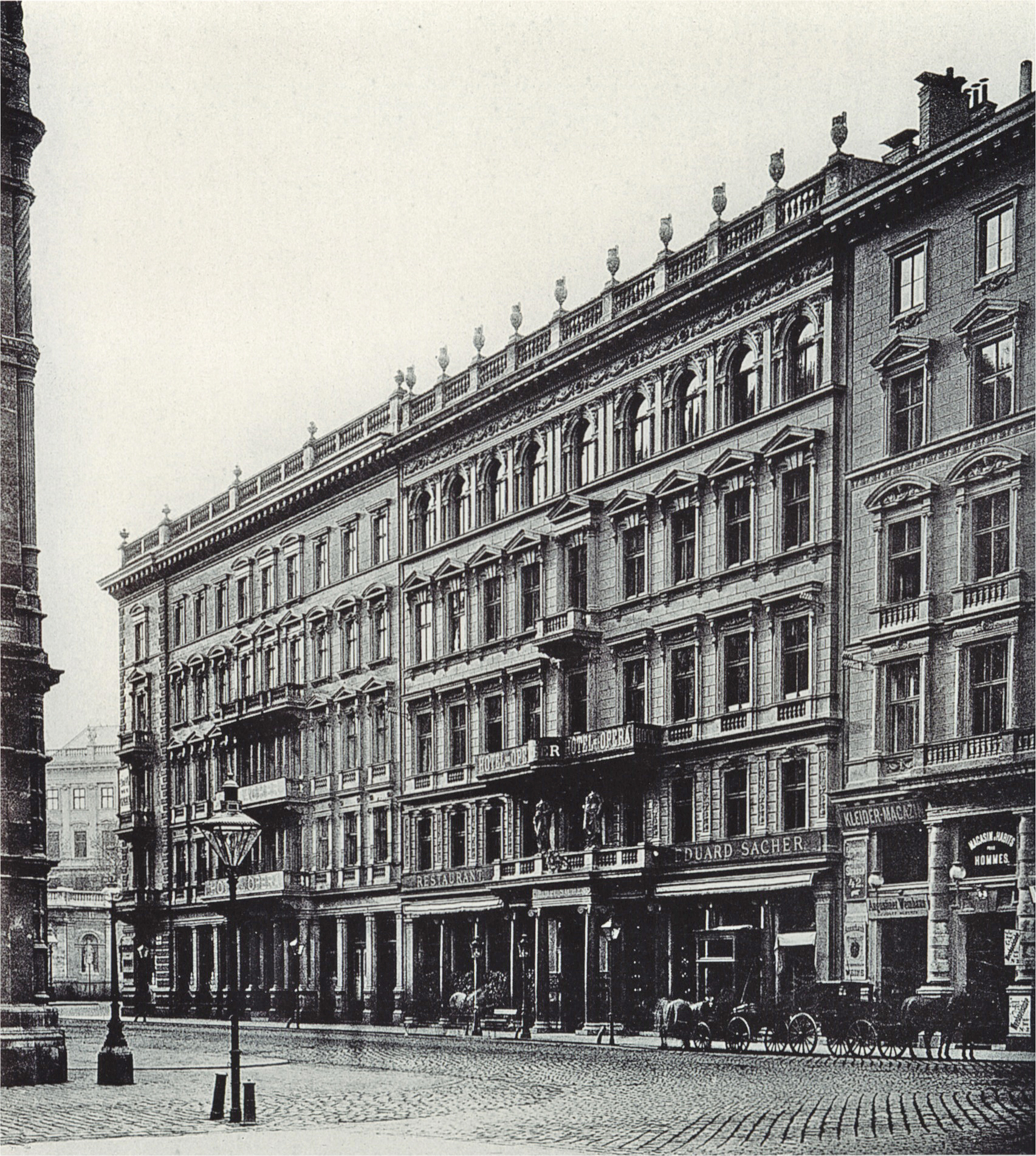
Hotel Sacher około 1890 roku

Eduard Sacher (ur. 8 lutego 1843 w Želiezovce, zm. 22 listopada 1892 w Wiedniu) – austriacki hotelarz. Założyciel Hotelu Sacher i jego pierwszy właściciel. 
Syn Franza Sachera (1816-1907), twórcy Tortu Sachera. W roku 1873 Eduard Sacher otworzył przy ulicy Kärntner Straße w Wiedniu, na wzór paryskich Chambres séparées, pomieszczenia dla przyjezdnych gości, w których w roku 1876 przebudowano i otworzono Hotel Sacher. Po jego śmierci hotelem zarządzała jego żona, Anna Sacher, z domu Fuchs.